# 中国人民政治协商会议全国委员会提案委员会
中国人民政治协商会议全国委员会提案委员会（简称全国政协提案委员会），是中国人民政治协商会议全国委员会设立的专门委员会之一。

## 沿革
1949年9月21日到9月30日，中国人民政治协商会议第一届全体会议召开。9月21日开幕会后的主席团第一次会议上，产生了代表提案审查委员会名单。此次大会共收到14件提案。经审查立案，向大会提出审查报告，经过大会通过后，便具备法律约束力。其中2件提案内容类似，一件由郭沫若、李济深、黄炎培等44位代表提出，另一件由黄琪翔等16位代表提出，均要求大会致电联合国，驱逐国民党政府驻联合国的代表。两提案经代表提案审查委员会审查后，由大会主席团常务委员会向大会提出审查报告，并经大会通过，交中央人民政府执行。周恩来被任命为中央人民政府政务院总理兼外交部部长后，以外交部部长名义致电联合国，宣布中华人民共和国中央人民政府为中国人民唯一的合法政府，否认国民党政府代表中国人民参加联合国的权力。其他12件提案中，一件提案由参加大会的全体妇女代表提出，要求以大会名义慰劳中国人民解放军，经大会采纳，以大会名义通电慰问解放军和军烈属，并要求中央人民政府成立后，通令各级政府在庆祝中央人民政府成立时向解放军分发慰劳品。还有一件提案由中国致公党提出，要求中央人民政府研究和实行护侨政策案，这是人民政协历史上最早的党派提案。
1949年10月，中国人民政治协商会议第一届全国委员会第一次会议（简称全国政协一届一次会议）未开展提案工作。1950年6月，全国政协一届二次会议开始提案工作。1951年全国政协一届三次会议，开始设立提案审查委员会。自此次大会起，对提案作出新规定：提案人不必附署，一个人也可提出提案。提案工作由此逐步走向正规，由大会产生的提案审查委员会处理提案，向大会提出审查报告。
中国人民政治协商会议第一届全国委员会（简称政协第一届全国委员会或第一届全国政协）期间，因为没有全国人民代表大会，所以政协提案的作用很大，提案办理情况均由中央人民政府通过书面形式在下次会议时提出。自1954年12月中国人民政治协商会议第二届全国委员会开始，因为已有全国人民代表大会，国务院不再在全国政协大会上做提案办理情况报告，办理情况由办理提案各部门直接向全国政协提出。
中国人民政治协商会议第二、三、四届全国委员会期间，除二届一次会议无提案，其他每次会议均设立了提案审查委员会。当时全国政协领导重视提案工作，周恩来先后三次对提案工作作出指示，强调每次大会都要设提案审查委员会，且大会第一天就要通过。该时期，提案审查委员会工作量大，往往要同提案人及有关部门反复协商。在二届二次会议期间，为使提案审查有着落，先将提案交各工作组研究并提出意见，再由提案审查委员会提出处理意见。
1978年2月全国政协五届一次会议上，邓小平当选为全国政协主席，此次会议未开展提案工作。1979年6月全国政协五届二次会议上，提案工作恢复，当时中共十一届三中全会已进行拨乱反正，将中国共产党的工作中心转移到经济建设上来。自此，统战工作、政协工作都获得进一步发展。
1980年全国政协五届三次会议对提案工作加以改进：（1）取消对委员提案的时间限制。此前委员提案仅能在大会期间，五届三次会议后，大会期间和平时均可提提案。（2）提案审查委员会不仅负责大会期间的提案审查工作，也负责平时提案的审查工作，并责成秘书处设专人负责平时提案审查工作，后来还设提案办公室。（3）提案数量大增后，按提案内容确定处理办法。将提案审查意见从此前的四种、三种改成一种，即交有关部门“研究办理”。
政协第一至五届全国委员会每次全体会议期间，设立的负责审查委员提案的机构“提案审查委员会”设主任委员一人，副主任委员和委员若干人，由全体会议通过。自政协第一届全国委员会开始到六届全国政协一次会议之前，政协委员提案都只能在全体会议上提出，所以每次政协全体会议期间（除一届一次会议和五届一次会议外）都设有临时性的提案审查委员会。1983年9月，政协第六届全国委员会常委会第二次会议决定，改为常设的提案工作委员会。1984年5月全国政协六届二次会议，将提案审查委员会改为提案工作委员会，成为常设工作机构，其办事机构是提案办公室，全年工作。全国政协主席邓颖超要求，办理提案要有交代、有结果，要随时催办。
1988年全国政协七届一次会议上，李先念当选全国政协主席。这期间，提案工作委员会更名为提案委员会。1988年3月24日全国政协七届一次会议通过了提案委员会主任、副主任、委员名单。1988年6月9日《中国人民政治协商会议第七届全国委员会专门委员会组织通则》通过，决定“根据中国人民政治协商会议章程第38条的规定，经政协第七届全国委员会常务委员会第一、二次会议决定，设置14个专门委员会”，其中包括提案委员会。1988年，制定了提案工作试行条例草案。经两年试行和修改，1991年1月11日政协第七届全国委员会常务委员会第十二次会议通过了《中国人民政治协商会议全国委员会提案工作条例》，1994年10月8日政协第八届全国委员会常务委员会第八次会议修订，2000年2月29日政协第九届全国委员会常务委员会第八次会议修订，2005年2月28日政协第十届全国委员会常务委员会第八次会议修订，2011年2月28日政协第十一届全国委员会常务委员会第十二次会议修订。
1998年，政协第九届全国委员会第一次会议期间，曾设立临时性的在会议期间负责审查委员提案的提案审查委员会。
自2000年3月全国政协九届三次会议起，恢复了在全会开幕式上向全体委员报告提案工作情况，并由一位全国政协副主席代表常委会作报告，由全会对报告作出决议。政协第八届、九届全国委员会期间，按照全国政协主席李瑞环关于提案“选题要精，内容要有分量，文字要严谨”的要求，提案质量提高。
政协第十届、十一届全国委员会期间，2012年4月5日，中共中央办公厅、国务院办公厅联合颁发《关于进一步加强人民政协提案办理工作的意见》（中办发〔2012〕13号）。这是中共中央关于政协提案工作的首个制度性文件。
政协第十二届全国委员会时期，全国政协主席俞正声多次听取提案工作情况汇报并做指示和批示，多位全国政协副主席分别出席提案交办会、提案办理协商工作座谈会等会议或者带队督办重点提案。全国政协主席会议决定由3位副主席联系提案委员会工作，将研究重点提案工作列入主席办公会议议题，并明确了完善提案立案标准、加大重点提案督办力度等任务。2013年9月，全国政协提案办理协商工作座谈会召开，这是政协第十二届全国委员会首次专题研究提案办理协商工作的会议。2014年8月19日，俞正声主持召开主席办公会议，听取重点提案办理落实情况汇报，这是全国政协首次通过主席办公会议研究重点提案办理工作。全国政协还印发了新修订的《重点提案遴选与督办办法》。

## 组织结构
《中国人民政治协商会议章程》第三十九条规定：“中国人民政治协商会议全国委员会根据工作需要，设立若干专门委员会及其他工作机构，由常务委员会决定。”
《中国人民政治协商会议全国委员会专门委员会通则》第一条规定：“根据《中国人民政治协商会议章程》的规定，政协全国委员会设立若干专门委员会。”第二条规定：“专门委员会是常务委员会和主席会议领导下的工作机构，是政协联系委员的重要渠道。专门委员会的设立和变动，由常务委员会决定。”第十五条规定：“每届政协第一次全体会议成立的提案审查委员会，闭会后根据情况作必要调整，经常务委员会第一次会议决定，作为提案委员会列入专门委员会序列。”
2011年2月28日政协第十一届全国委员会常务委员会第十二次会议修订后的《中国人民政治协商会议全国委员会提案工作条例》规定：
- 第二条：提案是政协委员和参加政协的各党派、各人民团体以及政协各专门委员会（以下统称提案者），向政协全体会议或者常务委员会提出的、经提案审查委员会或者提案委员会审查立案后，交承办单位办理的书面意见和建议。
- 第七条：每届政协第一次会议成立提案审查委员会，由主任、副主任和委员若干人组成，成员从本届政协委员中产生，由第一次会议预备会议决定；负责第一次会议期间提案的审查立案工作，并向全体会议报告提案审查情况。
- 第八条：每届政协第一次会议闭会后，经常务委员会会议审议通过，提案审查委员会作为提案委员会，列入专门委员会序列，在常务委员会和主席会议领导下，负责提案工作，每届任期五年。提案委员会组成人员的调整，依据《中国人民政治协商会议全国委员会专门委员会通则》有关规定办理。
- 第十条：以提案委员会名义形成的重要文件，须经提案委员会全体会议或者主任会议讨论通过，并由提案委员会主任或者副主任审定、签发。
- 第十一条：提案委员会全体会议每季度举行一次，必要时可以临时召集；提案委员会主任会议根据工作需要举行。
- 第十二条：提案委员会下设办公室。办公室是提案委员会的办事机构，是政协机关的组成部分[5]。

## 职责
2011年2月28日政协第十一届全国委员会常务委员会第十二次会议修订后的《中国人民政治协商会议全国委员会提案工作条例》第九条规定：“提案委员会的职责：
1. 起草常务委员会关于提案工作情况的报告。向政协全体会议报告提案审查情况。向政协常务委员会会议、主席会议报告工作；
2. 制定政协全体会议期间提案工作方案和提案委员会年度工作计划；
3. 依照本条例的规定，组织征集提案，做好知情明政服务；
4. 对收到的提案审查立案，协商确定承办单位；
5. 对提案办理工作进行检查和督促，对办理不符合要求的，及时商请承办单位重新办理；
6. 对提案进行综合分析，采取多种形式向中共中央有关部门、中央国家机关有关部门、军队有关部门反映重要意见和建议；
7. 组织重点提案的遴选与督办；
8. 组织提案工作的宣传报道，逐步推动提案工作公开化；
9. 组织提案工作学习研讨，开展提案工作理论研究；
10. 加强与中共中央办公厅、全国人大常委会办公厅、国务院办公厅、政协全国委员会办公厅、中央军委办公厅以及各承办单位的联系；
11. 加强与政协委员和各民主党派、有关人民团体以及政协其他专门委员会的联系与协作；
12. 加强与地方政协提案委员会的联系，互通情况，交流经验，指导工作。”[5]

## 历届组成人员
- 中国人民政治协商会议第七届全国委员会提案委员会（主任：程思远）
- 中国人民政治协商会议第八届全国委员会提案委员会（主任：周绍铮）
- 中国人民政治协商会议第九届全国委员会提案委员会（主任：何光远）
- 中国人民政治协商会议第十届全国委员会提案委员会（主任：傅杰）
- 中国人民政治协商会议第十一届全国委员会提案委员会（主任：李铁林）
- 中国人民政治协商会议第十二届全国委员会提案委员会（主任： 孙淦）
- 中国人民政治协商会议第十三届全国委员会提案委员会（主任：李智勇）
- 中国人民政治协商会议第十四届全国委员会提案委员会（主任：刘家义）